# Ramon de Souza
Ramon de Souza Almeida (nascido Ramon de Souza Santos, São Paulo/SP, 8 de agosto de 1994) é um jornalista, escritor, palestrante, colunista e consultor em segurança da informação brasileiro. Famoso pelo pioneirismo na cobertura da editoria de segurança cibernética no Brasil e pelos seus esforços em iniciativas de fomento à inovação dessa indústria, recebeu três vezes o Premio ESET Periodismo en Seguridad Informática (Prêmio ESET de Jornalismo em Segurança da Informação) e fez parte do júri em sua edição de 2021.  
Passou pela redação de grandes veículos nacionais de tecnologia, incluindo TecMundo, Voxel, Canaltech, Baixaki e Tudo Celular. Também cofundou e atuou como editor-chefe da The Hack, primeiro veículo de mídia especializado no setor, além de atuar periodicamente como colunista no blog WeLiveSecurity, da ESET, e da Revista Locaweb, da empresa de hospedagem Locaweb.  
Foi o responsável por denunciar com exclusividade e auxiliar na apuração de alguns dos maiores vazamentos de dados da história do Brasil e da Colômbia, além de ter palestrado em eventos nacionais e internacionais, incluindo Roadsec, Mind The Sec, Cryptorave, Campus Party e 8.8 Chile. Em 2021, organizou seu próprio evento, o StartWithSec, focado em promover conhecimento sobre segurança cibernética para startups.  
Algumas de suas investigações no campo de segurança cibernética impulsionaram investigações por parte do Ministério Público do Distrito Federal e dos Territórios (MPDFT). Além de sua atuação no jornalismo, também é considerado especialista em segurança da informação, em especial sobre o fator humano (security awareness).  

## Literatura
No âmbito literário, Ramon é autor de um total de três livros, além de ter colaborado com sete antologias literárias. Também participou de algumas edições da revista virtual Amendozine, desenvolvida pelo coletivo de escritores Ordem dos Amendoins.

## Prêmios
- 2015 - Premio ESET al Periodismo en Seguridad Informática[6]
- 2017 - Prêmio Abraciclo de Jornalismo[7]
- 2018 - Premio ESET al Periodismo en Seguridad Informática[8]
- 2020 - Premio ESET al Periodismo en Seguridad Informática[9]